# 마이크로스테이션
마이크로스테이션(MicroStation)은 벤트리 시스템즈가 개발 및 판매하고 건축 및 엔지니어링 산업에서 사용되는 2차원 및 3차원 설계 및 제도용 CAD 소프트웨어 플랫폼이다. 2D/3D 벡터 그래픽 객체 및 요소를 생성하며 빌딩 정보 모델링(BIM) 기능을 포함한다. 현재 버전은 마이크로스테이션 CONNECT 에디션이다.

## 역사
마이크로스테이션은 1980년대에 3명의 개별 개발자가 처음 개발했으며 인터그래프가 판매 및 지원했다. 소프트웨어의 최신 버전은 마이크로소프트 윈도우 운영체제용으로만 출시되지만, 과거에는 매킨토시 플랫폼과 여러 유닉스 계열 운영체제에서 마이크로스테이션을 사용할 수 있었다.
처음부터 마이크로스테이션은 개인용 컴퓨터용 IGDS(Interactive Graphics Design System) 파일 편집기로 설계되었다. 초기 개발은 1984년에 출시된 PseudoStation 개발 경험의 결과물이었는데, 이 프로그램은 훨씬 저렴한 텍트로닉스 호환 그래픽 터미널로 DGN 파일을 편집하기 위해 독점적인 인터그래프 그래픽 워크스테이션 사용을 대체하도록 설계되었다. PseudoStation과 인터그래프의 IGDS 프로그램은 디지털 이큅먼트 코퍼레이션의 VAX 슈퍼 미니 컴퓨터의 수정된 버전에서 실행되었다.
1985년, 마이크로스테이션 1.0은 IBM PC-AT 개인용 컴퓨터에서만 실행되도록 설계된 DGN 파일 읽기 전용 및 플로팅 프로그램으로 출시되었다.
1987년, 마이크로스테이션 2.0이 출시되었으며, DGN 파일을 읽고 쓸 수 있는 최초의 마이크로스테이션 버전이었다.
거의 2년 후, 마이크로스테이션 3.0이 출시되었는데, 특히 역동성과 관련하여 PC의 증가하는 처리 능력을 활용했다.
인터그래프 마이크로스테이션 4.0은 1990년 말에 출시되었으며 참조 파일 클리핑 및 마스킹, DWG 변환기, 펜스 모드, 레벨 이름 지정 기능, GUI 개선과 같은 많은 기능이 추가되었다. 1992년에 출시된 버전 4에서는 MicroStation Development Language(MDL)를 사용하여 응용 프로그램을 작성하는 기능이 도입되었다.
1993년, 마이크로스테이션 5.0이 출시되었다. 새로운 기능에는 바이너리 래스터 지원, 사용자 지정 선 스타일, 설정 관리자 및 치수 기반 설계가 포함되었다. "파워 맥용 V5는 2D 및 3D CAD를 위한 포괄적인 도구 세트를 제공했으며... 몇 가지 정말 유용한 기능을 추가했다... 고성능 PowerPC 네이티브 CAD 패키지는 스테로이드를 복용한 듯 실행된다." 이 버전은 유닉스에서 지원되는 마지막 버전이었다. 이 버전은 인터그래프(CLIX) 및 벤트리 마이크로스테이션(PC)으로 모두 브랜딩되었다. 이후 버전은 모두 벤트리 브랜드였다. 이 버전은 인터그래프 CLIX에서 실행되는 마지막 버전이었다. PC를 제외한 모든 플랫폼은 32비트 프로세서를 사용했다.
1995년, 윈도우 95가 출시되었다. 벤트리는 곧 해당 운영체제용 마이크로스테이션을 출시했다. 이름에 버전 번호가 포함되지 않은 최초의 마이크로스테이션 버전(마이크로스테이션 95는 실제로는 마이크로스테이션 v5.5)이라는 점 외에도 마이크로스테이션 95는 그래픽 아이콘 버튼으로 대부분 구동될 수 있는 기능을 포함했다. 이 버전은 Accudraw, 도킹 가능한 대화 상자, Smartline, 수정된 보기 컨트롤, 동영상 생성 및 두 개의 응용 프로그램 창을 사용할 수 있는 기능(이전 유닉스 기반 인터그래프 터미널과 유사)과 같은 여러 새로운 기능을 도입했다. 이러한 기능 중 다수는 오늘날 가장 널리 사용되는 기능 중 하나이다. 마이크로스테이션 95는 32비트 하드웨어를 사용하는 PC 플랫폼용 마이크로스테이션의 첫 번째 버전이었다.
마지막 멀티 플랫폼 릴리스인 마이크로스테이션 SE(SE는 스페셜 에디션을 의미하지만 실제로는 마이크로스테이션 5.7)는 1997년 말에 출시되었으며, 컬러 버튼 아이콘을 포함한 최초의 마이크로스테이션 릴리스였다. 이 아이콘은 오피스 97처럼 테두리 없이 만들 수도 있었다. 이 버전의 마이크로스테이션은 인터넷을 통한 더 많은 작업을 가능하게 하는 여러 기능도 포함했다. 이 버전은 또한 향상된 정밀도와 마이크로스테이션에서 매우 일반적으로 사용되는 도구인 PowerSelector를 도입했다.
마이크로스테이션/J(일명 마이크로스테이션 7.0, 일명 마이크로스테이션 V7)는 SE 출시 거의 1년 후에 출시되었다. 소프트웨어 이름의 J는 자바를 의미하며, 이 버전은 JMDL이라고 하는 자바가 향상된 MDL 버전을 도입했다. 다른 기능으로는 QuickvisionGL과 수정된 도움말 시스템이 있었다. 마이크로스테이션/J는 IGDS 파일 형식을 기반으로 한 마지막 버전이었다. 마이크로스테이션/J가 실제로 버전 7이었기 때문에 파일 형식은 "V7 DGN"으로 알려지게 되었다. 이 파일 형식은 약 20년 동안 사용되었다.
그러나 2001년에 마이크로스테이션 V8이 등장하면서 IEEE-754 기반의 새로운 64비트 파일 형식인 V8 DGN이 도입되었다. 새로운 파일 형식과 함께 무제한 레벨, 거의 무제한의 설계 평면, 파일 크기 제한 없음 등 많은 새로운 기능이 추가되었다. 추가된 다른 기능은 다음과 같다: Accusnap, Design History, 모델, 무제한 실행 취소, VBA 프로그래밍, .Net 상호 운용성, True Scale, 작업 단위에 대한 표준 정의(새로운 파일 형식은 모든 것을 내부적으로 미터로 저장하지만, 형상의 크기를 알 수 있도록 합리적인 단위 변환을 인식할 수 있다)(이러한 기능 중 일부는 마이크로스테이션 95부터 마이크로스테이션/J까지도 제공되었다). 또한 DWG 파일과 기본적으로 작업할 수 있는 기능도 포함되었다.
마이크로스테이션 V8 2004 에디션(V8.5)은 거의 3년 후에 출시되었으며 최신 DWG 릴리스, Multi-snaps, PDF 생성, Standards Checker 및 Feature modeling을 지원했다.
마이크로스테이션 V8 XM 에디션(V8.9)은 2006년 5월에 출시되었다. 이는 V8에 의해 만들어진 변경 사항을 기반으로 한다. XM 에디션에는 완전히 수정된 Direct3d 기반 그래픽 서브시스템, PDF 참조, 작업 탐색, 요소 템플릿, 컬러 북, PANTONE 및 RAL 색상 시스템 지원 및 키보드 매핑이 포함된다.
마이크로스테이션 V8i (V8.11) (2008년 11월)에서는 작업 탐색이 전면 개편되었고 당시 최신 DWG 형식이 지원되었다. 마이크로스테이션은 이제 GPS 데이터 모듈을 포함한다.

마이크로스테이션의 연합 모델링(i-model).

마이크로스테이션 CONNECT 에디션 (V10.XX)은 2015년 9월에 처음 출시되었다. 이 버전은 응용 프로그램 아키텍처를 64비트로 업데이트하고 리본 인터페이스로 변경했다. 향후 버전은 (대략) 분기별 업데이트로 제공될 예정이다.
마이크로스테이션 2023 (23.00.00.108)은 2023년 6월 28일에 출시되었다. 이는 새로운 명명 규칙을 채택한 첫 번째 주요 릴리스이다. 새로운 기능에는 개선된 워크플로우와 여러 사용자 경험 향상이 포함되며, 특히 지리 공간 기능 및 지도에 대한 새로운 접근, 문제 해결 개선, 데이터 보고 증가에 중점을 둔다.

## 파일 형식 지원
기본 형식은 DGN 형식이지만, DWG, DXF, SKP 및 OBJ를 포함한 다양한 표준 CAD 형식을 읽고 쓸 수 있으며 렌더링된 이미지(JPEG 및 BMP), 애니메이션(AVI), VRML(VRML)의 3D 웹 페이지 및 어도비 시스템즈 PDF와 같은 형태로 미디어 출력을 생성할 수 있다.
처음에 마이크로스테이션은 공학 및 건축 분야에서 주로 건설 도면을 작성하는 데 사용되었다. 그러나 다양한 버전을 거치면서 불리언 솔리드, VUE 렌더링, 광선 추적, 경로 추적, PBR 재료 및 키프레임 애니메이션을 포함한 고급 파라메트릭 모델링 및 렌더링 기능을 포함하도록 발전했다. 건축, 토목공학, 지도학, 플랜트 설계 등을 위한 전문 환경을 제공할 수 있다.
2000년에 벤트리는 V8의 DGN 파일 형식을 수정하여 디지털 권한 및 설계 기록과 같은 추가 기능을 추가했다. 이는 전체 또는 선택적으로 이전 개정을 복원할 수 있는 개정 제어 기능이며, 오토데스크의 DWG 형식 가져오기/내보내기를 더 잘 지원한다. 또한 V8 DGN 파일 형식은 제한된 설계 수준 및 도면 영역과 같은 이전 릴리스의 많은 데이터 제한을 제거했다.
CONNECT 에디션 버전은 계속해서 V8 DGN 파일 형식을 사용한다.

## 비판
이 소프트웨어는 여러 차례 비판을 받았으며, 이는 사용량의 급격한 감소에 어느 정도 반영되었다. 일반적인 문제점은 다음과 같지만 이에 국한되지 않는다.
- 렌더링 과정 중 충돌
- 공백 렌더링
- 임의의 조명 방해
- 예측 불가능한 재료 적용
- 더 이상 클라이언트 지원 없음
- 낮은 GPU 활용도
- 더 이상 업데이트되지 않음
- 형편없는 사용자 인터페이스
- 지연 및 버그로 가득함

## 같이 보기
- ProjectWise
- GenerativeComponents
- 컴퓨터 지원 설계 편집기 비교
- 렌더링 (컴퓨터 그래픽)